# Bo-Taoshi

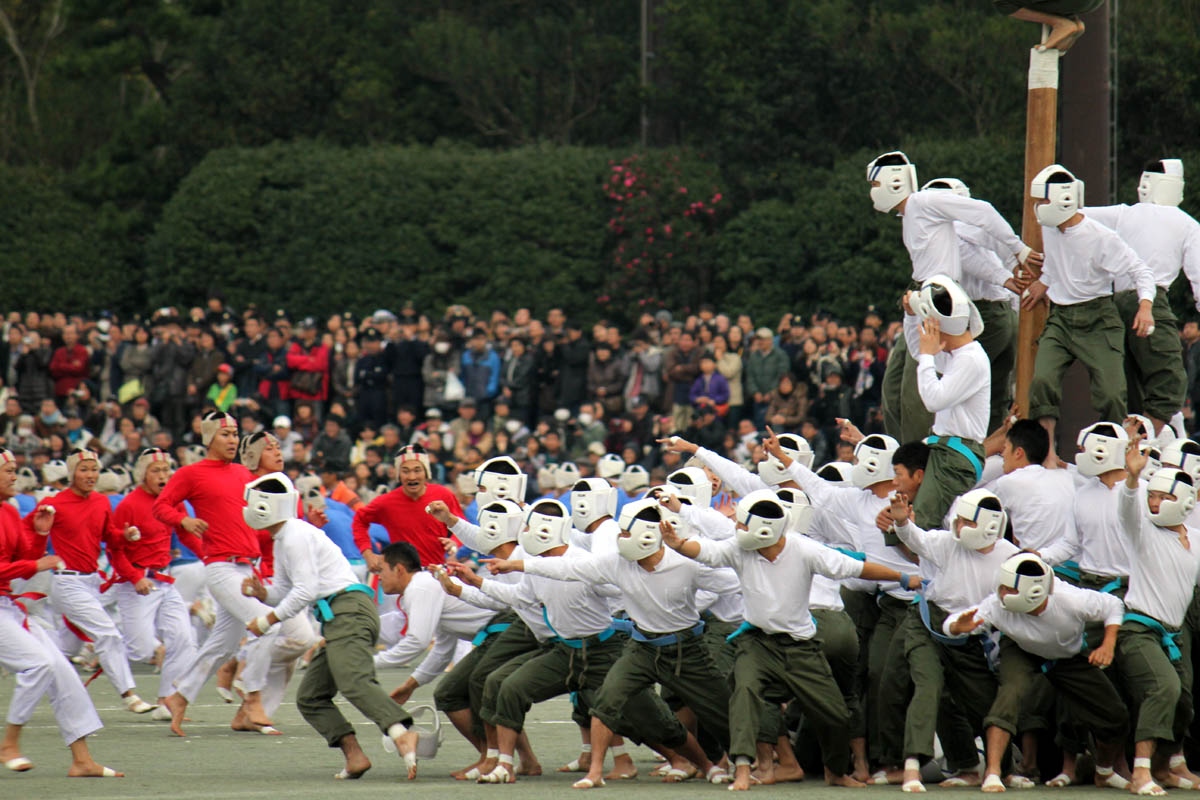
Match de Bo-Taoshi avec l'équipe d'attaque en rouge et l'équipe qui défend le poteau en blanc.

Le Bo-Taoshi (棒倒し, Bō-taoshi, littéralement mise-à-bas du poteau) est un sport de plein air pratiqué lors des fêtes d'école japonaises. La partie jouée par les cadets de l'Académie des forces japonaises d'autodéfense est particulièrement connue pour sa taille, quand deux équipes de près de 150 individus s'affrontent: 75 à l'offensive (habillés aux couleurs de l'équipe) et 75 à la défensive (habillés en blanc)
Chaque équipe est divisée en deux parties : l'une en défense et l'autre en attaque, avec comme objectif de faire pencher le poteau en dessous d'un angle de 30 degrés par rapport au sol, en moins de deux minutes. Le poteau mesure entre dix et seize pieds (entre 3 mètres et 5 mètres). Ce sport ressemble fortement au jeu de la capture du drapeau.

## L'histoire du Bo-Taoshi
- Le Bo-Taoshi est d'origine japonaise. Il a été créé en 1945[3] par l'armée nipponne, plus précisément par l'Académie de la Défense nationale (NDA) du Japon (National Defense Academy of Japan) afin de pouvoir entraîner ses soldats pour le combat mais aussi afin de favoriser l'esprit combatif. Ce sport est assez populaire. Durant un temps, il était même joué dans les cours des écoles, mais il a été interdit car trop dangereux pour de jeunes enfants. De nos jours, ce sport n'est pratiqué que lors d’événements spéciaux, comme la célèbre cérémonie d'intronisation annuelle de l’académie de défense nationale du Japon, et joué par les nouveaux élèves officiers. Lors de ces tournois, tous les jeunes de l'académie sont répartis en bataillons. Un mois avant le grand tournoi, ils s'entraînent avec leur capitaine de bataillon afin d'avoir l'honneur de gagner ce tournoi[4],[5].Celui-ci est également  joué lors des journées sportives des écoles, des collèges, des lycées ainsi que des universités. La version jouée dans les écoles est un peu différente : le but n'est pas de faire tomber le poteau mais d'attraper un drapeau situé en haut[6].

## Pratique du Bo-Taoshi

### Les règles
Les règles du jeu sont assez simples :
1. Une partie de Bo-Taoshi ne dure que deux minutes maximum.
2. Au départ, le poteau est à 90° du sol.
3. Pour qu'une équipe remporte la partie, il faut qu'elle incline le poteau à 30° du sol (avant 1973, le poteau devait être incliné à 45° du sol).
4. Si aucune équipe ne parvient à incliner le poteau à 30° au bout de deux minutes, les joueurs se replacent et la partie est relancée jusqu’à ce qu'une équipe gagne.
5. Il est interdit de frapper, d’étrangler et de faire tout geste dangereux qui pourrait gravement blesser les joueurs adverses[7].

### Les joueurs
Dans un tournoi, chacune des deux équipes comporte 150 joueurs, qui sont divisés en deux parties : un groupe d'attaque de 75 joueurs et un groupe de défense de 75 joueurs.

#### Le groupe d'attaque
Le rôle du groupe d'attaque est de se jeter dans le tas afin de pouvoir faire s'incliner le poteau à 30°. Il existe plusieurs positions d'attaque :
- Les attaquants (攻撃者) : joueurs offensifs individuels.
- Le scrum (スクラム) : c'est une mêlée qui plonge dans le cercle défensif afin de servir de tremplin pour les attaquants.
- Les chargeurs (充電器) : joueurs qui chargent le poteau pour le faire tomber.

Chaque poste a un nombre indéfini de joueurs. Le choix de composition de chaque équipe revient à son capitaine de bataillon. On peut voir qu'il y a trois vagues d'attaque : la première est celle du scrum, la seconde celle des attaquants et la dernière celle des chargeurs.

#### Le groupe de défense
Le groupe de défenseurs se place en cercle autour du poteau afin de le protéger et de le garder à plus de 30° du sol. Il existe plusieurs positions de défense :
- Le cavalier sur le dessus (上のジャンパー) : c'est un joueur assis ou accroché au sommet du poteau.
- Le cercle / la barrière (サークル/バリア) : ce sont les joueurs qui encerclent le poteau.
- Les supports de poteau (ポストブラケット) : ce sont les joueurs à l’intérieur du cercle soutenant la base du poteau.
- Les interférences(干渉) : ce sont les joueurs qui interfèrent avec les attaquants.

Pendant chaque match, il n'y a qu'un seul cavalier sur le dessus et quatre supports de poteau. Pour le reste, c'est le capitaine du bataillon qui choisit le nombre de joueurs qu'il veut.

#### Les équipements et les tenues

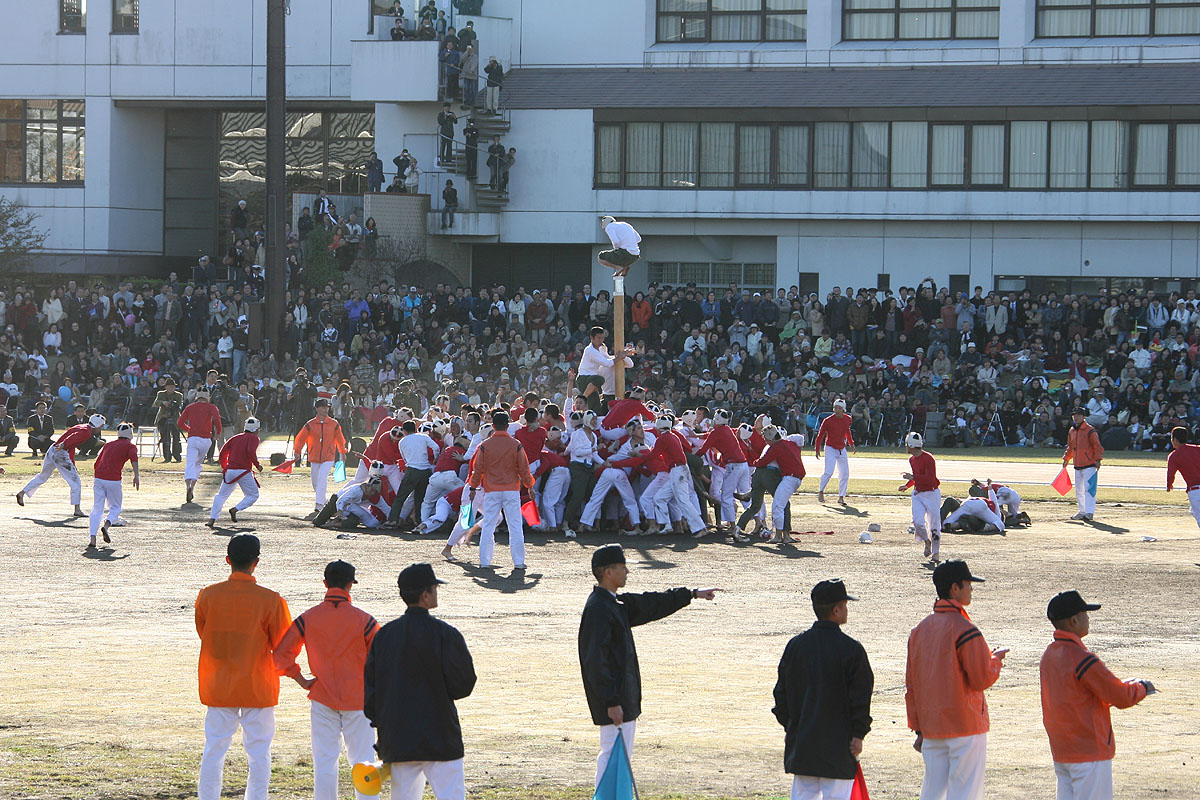
Nous pouvons voir le groupe d'attaque (en rouge) en train de charger le groupe de défense (en blanc). En bas se trouve les arbitres principaux (en noir) et les arbitres qui les accompagnent (en orange)

Lors d'un match, malgré la violence de ce sport, les joueurs sont très peu protégés : ils n'ont qu'une paire de genouillères ainsi qu'un casque ressemblant fortement à celui des rugbymen.
Chaque équipe est appelée un bataillon et chaque bataillon a un drapeau qui le représente, mais aussi une chemise de couleur avec, parfois, un insigne.
Chaque groupe d'attaque est habillé aux couleurs de son équipe, c'est-à-dire que chaque équipe a sa propre chemise mais tous les groupes ont un pantalon blanc. Les groupes de défenseurs, eux, sont tous habillés en chemise blanche avec un bas noir. Les joueurs ne portent pas de chaussures : ils sont tous pieds nus, avec parfois des bandages au talon.
L'arbitre principal est habillé avec une chemise noire et un pantalon blanc. Il a pour fonction de s'assurer qu'il n'y a pas de faute et c'est lui qui signale la fin du match si le poteau est abaissé à 30° du sol ou si le temps est terminé. Il est accompagné de suppléants qui, eux, sont habillés avec une chemise orange et un bas blanc. Ils gèrent le temps du match ou aident l'arbitre à voir les fautes.

## Le déroulement d'un match

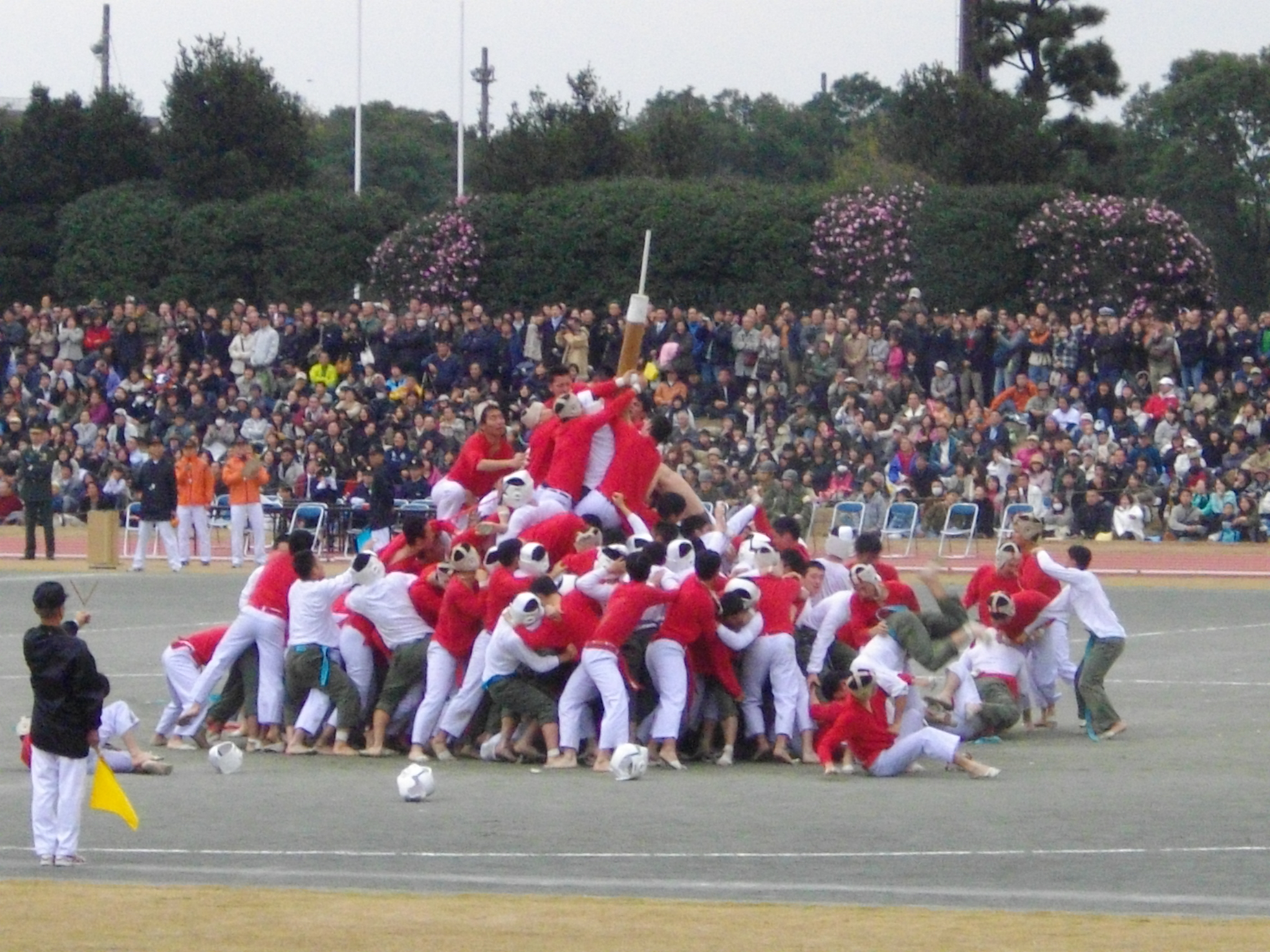
Groupe d'attaque (en rouge) qui charge le poteau

Avant le match, les joueurs se mettent en ligne et réalisent une série de gestes ritualisés, de sauts chorégraphiés et de chants turbulents traditionnels japonais.
Après ces rituels, les groupes défensifs se positionnent autour du poteau qu'ils doivent défendre puis lèvent la main pour signaler à l'arbitre qu'ils sont prêts à recevoir l'assaut de l'équipe adverse. L'arbitre habillé en noir abaisse son drapeau et l'assaut de l'équipe adverse est lancé.
Le match prend fin lorsque le poteau est abaissé à 30° du sol, mais si, au bout de 2 minutes, le poteau n'est pas abaissé, le match s'arrête, tout le monde se remet en place et un nouvel assaut est lancé.

## A savoir
Ce sport nécessite une bonne condition physique, un peu comme au rugby car le Bo-Taoshi est brutal et violent. Il est aussi très semblable au sport de la capture du drapeau.
Même si le Bo-Taoshi est un sport assez récent, il existe un film japonais sur ce sport : Boutaoshi, sorti le 7 juillet 2007 et parlant d'un jeune étudiant du nom de Tsuguo Takayama, qui est en conflit avec son père parce qu'il le rabaisse. Il se découvre un talent pour le Bo-Taoshi et avec un groupe d'amis étudiants, il crée une équipe pour le tournoi final de son école,.
Il existe aussi un livre disponible, se nommant « Championship Bo-Taoshi winners ».